# Marit Allen
Marit Allen (* 17. September 1941 in Cheshire, England; † 26. November 2007 in Sydney, New South Wales, Australien) war eine britische Modejournalistin und Kostümbildnerin.

## Leben
Die Tochter einer Norwegerin und eines Briten wuchs in Frankreich auf, wo sie an der Universität Joseph Fourier Grenoble I in Grenoble studierte. Ihre Karriere im Business begann 1961 als Praktikantin der britischen Modezeitschrift Queen. Rasch avancierte Allen zur Redakteurin, bis sie 1963 eine Anstellung bei der Zeitschrift Vogue offeriert bekam. Nachdem sie 1973 die Vogue verlassen hatte, war sie maßgeblich an der Etablierung der Studiumsfachrichtung Journalismus am Central Saint Martins College of Art and Design beteiligt.
1980 begann Allens Karriere beim Film, als sie für Nicolas Roegs Filmdrama Bad Timing die Kostüme entwarf. Allen war in sehr unterschiedliche Filmproduktionen involviert, darunter neben Filmdramen auch in Historien- und Science-Fiction-Filmen.
Allen heiratete 1966 den US-amerikanischen Filmproduzenten Sanford Lieberson, von dem sie sich 1983 scheiden ließ. Das Paar hatte drei Kinder, die Töchter Lucy und Holly, sowie Sohn Ben.
Marit Allen starb im November 2007 an einem plötzlich auftretenden Hirn-Aneurysma. Sie wurde 2008 für den Film La vie en rose postum für den Oscar in der Kategorie Bestes Kostümdesign nominiert. Ausgezeichnet wurde sie für denselben Film aber mit einem BAFTA Award.

## Filmografie
- 1980: Black Out – Anatomie einer Leidenschaft (Bad Timing)
- 1984: The Hit
- 1986: Der kleine Horrorladen (Little Shop of Horrors)
- 1988: Zwei hinreißend verdorbene Schurken (Dirty Rotten Soundrels)
- 1989: Wer ist Harry Crumb? (Who’s Harry Crumb?)
- 1989: Er? Will! Sie Nicht? (The Rachel Papers)
- 1990: Hexen hexen (The Witches)
- 1990: Meerjungfrauen küssen besser (Mermaids)
- 1991: Der Kuß vor dem Tode (A Kiss Before Dying)
- 1992: Wie ein Licht in dunkler Nacht (Shining Through)
- 1992: Wind (Wind)
- 1992: Stalin (TV-Film)
- 1993: Der geheime Garten (The Secret Garden)
- 1993: Mrs. Doubtfire – Das stachelige Kindermädchen (Mrs. Doubtfire)
- 1994: Scarlett (TV-Miniserie)
- 1995: Dead Man (Dead Man)
- 1997: Fräulein Smillas Gespür für Schnee (Smilla’s Sense of Snow)
- 1997: Schneewittchen (Snow White: A Tale of Terror)
- 1999: Eyes Wide Shut (Eyes Wide Shut)
- 1999: Ride with the Devil
- 1999: Forever Mine – Eine verhängnisvolle Liebe (Forever Mine)
- 2000: Das Gewicht des Wassers (The Weight of Water)
- 2002: K-19 – Showdown in der Tiefe (K-19: The Widowmaker)
- 2003: Hulk (Hulk)
- 2004: Thunderbirds
- 2005: Nomad – The Warrior (Nomad)
- 2005: Brokeback Mountain (Brokeback Mountain)
- 2006: Das Spiel der Macht (All the King's Men)
- 2007: La vie en rose (La Môme)
- 2007: Die Liebe in den Zeiten der Cholera (Love in the Time of Cholera)

## Auszeichnungen (Auswahl)
- 2008: Nominiert für den Oscar in der Kategorie Bestes Kostümdesign, für La vie en rose
- 2008: BAFTA Award, Beste Kostüme, für La vie en rose
- 2008: Auszeichnung für den César, für La vie en rose